# Алаботинский сельский округ
Алаботинский сельский округ (каз. Алабота ауылдық округі) — административная единица в составе Тайыншинского района Северо-Казахстанской области Казахстана. Административный центр — село Аккудык.
Население — 1527 человек (2009, 2322 в 1999, 3215 в 1989).

## Социальные объекты
По состоянию на 01 января 2000 года на территории сельского округа функционирует одна средняя школа, при школе работает интернат, а также дошкольный мини-центр «Алакай».
В сельском округе имеется фельдшерско-акушерский пункт.
Водоснабжение села Аккудык обеспечивается из четырёх колонок группового Булаевского водопровода, сёла Золоторунное, Талдыколь, Целинное обеспечиваются из шахтных колодцев.

## История
Алаботинский сельский совет образован 26 октября 1934 года. 24 декабря 1993 года решением главы Кокчетавской областной администрации образован Алаботинский сельский округ. В состав сельского округа 07 апреля 1997 года вошла территория ликвидированного Сугурбайского сельского округа (сёла Сугурбай, Талдыколь, Целинное). Село Аккутек было ликвидировано 27 мая 2005 года.
.
Село Сугурбай было ликвидировано 12 декабря 2017 года.

## Состав
В состав округа входят такие населенные пункты:
| Населенный пункт   | Население, человек (1989) | Население, человек (1999) | Население, человек (2009) |
| ------------------ | ------------------------- | ------------------------- | ------------------------- |
| Аккудык, село      | 1602                      | 1415                      | 1112                      |
| Аккутек, село      | 82                        | -                         | -                         |
| Золоторунное, село | 365                       | 275                       | 112                       |
| Сугурбай, село     | 620                       | 216                       | 65                        |
| Талдыколь, село    | 246                       | 126                       | 48                        |
| Целинное, село     | 300                       | 290                       | 190                       |